# 明洞 (行政洞)
明洞 （ミョンドン、朝：명동）は、ソウル特別市中区にある行政洞。
行政洞としての明洞の一部にあたる同名の法定洞及び繁華街については「明洞」を参照すること。

## 概要
明洞は中区西部に位置している行政洞である。北と南が区境になっており、北は鍾路区に、南は龍山区にそれぞれ接している。東は同じ区内の乙支路洞及び筆洞、西は会賢洞及び小公洞にそれぞれ接している。法定洞としての「明洞」は、行政洞としての明洞の一部分で、そのほぼ中央部に位置する。

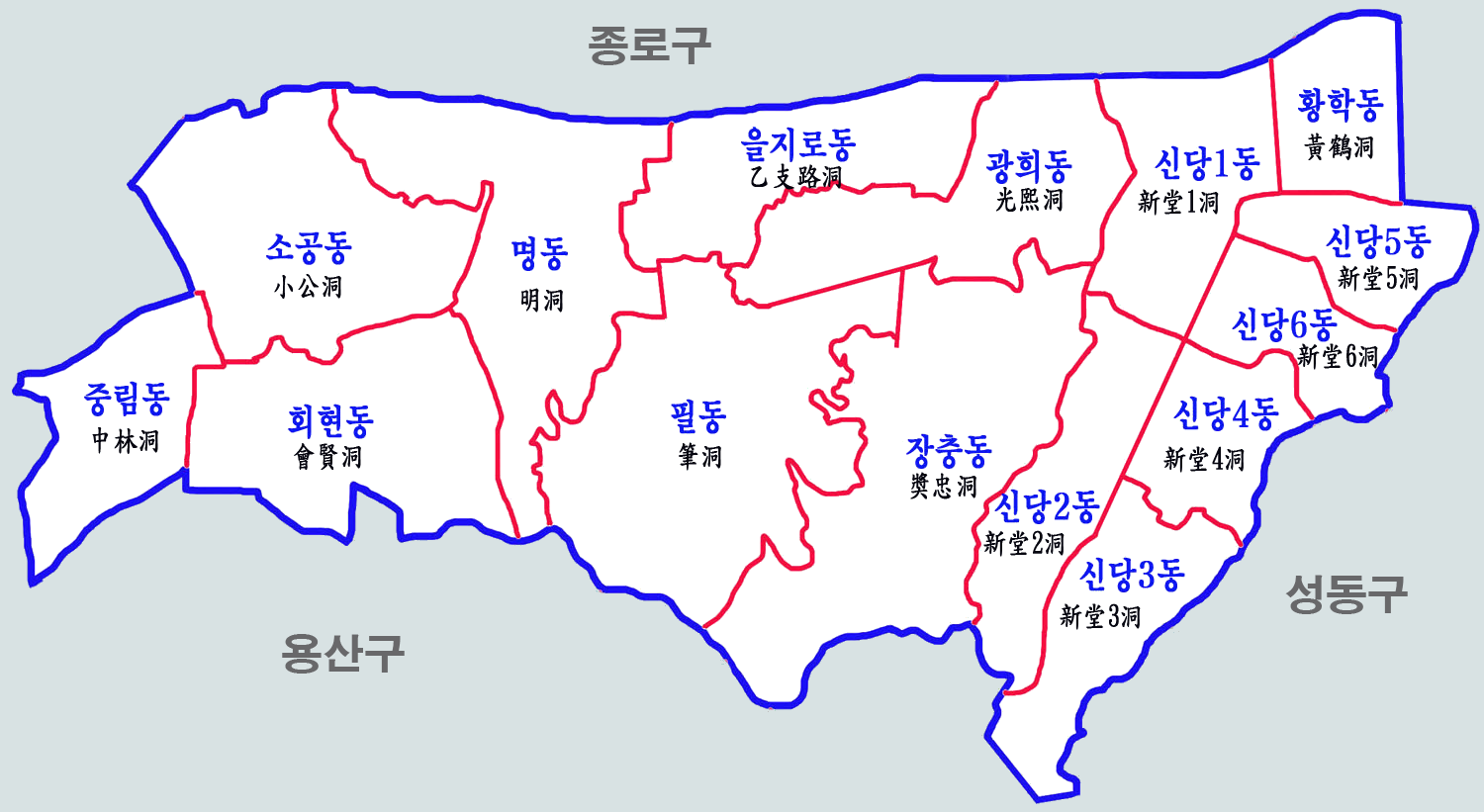
中区の行政洞

## 法定洞
管轄の法定洞は以下のとおりである。
- 乙支路1街 （ウルチロイルガ、을지로1가）
- 乙支路2街 （ウルチロイガ、을지로2가）
- 芸場洞 （エジャンドン、예장동）
- 三角洞 （サムガクトン、삼각동）
- 水下洞 （スハドン、수하동）
- 水標洞 （スピョドン、수표동）
- 茶洞 （タドン、다동）
- 長橋洞 （チャンギョドン、장교동）
- 忠武路1街 （チュンムロイルガ、충무로1가）
- 忠武路2街 （チュンムロイガ、충무로2가）
- 苧洞1街 （チョドンイルガ、저동1가）
- 太平路1街 （テピョンノイルガ、태평로1가）
- 南山洞1街 （ナムサンドンイルガ、남산동1가）
- 南山洞2街 （ナムサンドンイガ、남산동2가）
- 南山洞3街 （ナムサンドンサムガ、남산동3가）
- 南大門路1街 （ナムデムルロイルガ、남대문로1가）
- 南大門路2街 （ナムデムルロイガ、남대문로2가）
- 会賢洞1街 （フェヒョンドンイルガ、회현동1가）
- 会賢洞2街 （フェヒョンドンイガ、회현동2가）
- 会賢洞3街 （フェヒョンドンサムガ、회현동3가）
- 明洞1街 （ミョンドンイルガ、명동1가）
- 明洞2街 （ミョンドンイガ、명동2가）
- 武橋洞 （ムギョドン、무교동）

## 交通
- ソウル交通公社
  - ● 2号線：乙支路入口駅
  - ● 4号線：明洞駅